# Pilot (Lost)
Pilot este un episod al serialului de televiziune Lost, sezonul 1.

## Descriere
Patruzeci și opt de supraviețuitori ai unui zbor care are ca orgine Australia, aflat in drum spre SUA, care se prabușește pe o insulă necunoscută - după ce deviază o mie de mile de la curs. Cei 48 luptă sa gasească o modalitate de a supraviețui și o cale de a fi salvați.

## Vezi și
- Cele mai bune 100 de episoade din toate timpurile #5 în 2009